# قاتل ساده‌لوح
قاتل ساده‌لوح (سوئدی: Den enfaldige mördaren) یک فیلم درام سوئدی به کارگردانی هانس آلفردسون است که در سال ۱۹۸۲ منتشر شد.

## بازیگران
- استلان اسکاشگورد
- هانس آلفردسون
- یوستا اییکمان
- لنا نیمان
- بیورن اندرسن
- دانیل آلفردسون
- توماس آلفردسون
- گئورگ ارلین
- ماریا یوهانسون